# Trogulus ozimeci
Espèce
Trogulus ozimeci est une espèce d'opilions dyspnois de la famille des Trogulidae.

## Distribution
Cette espèce est endémique de Croatie. Elle se rencontre à Osojnik dans la grotte Močiljska špilja.

## Systématique et taxinomie
Cette espèce a été décrite par Schönhofer, Karaman et Martens en 2013.

## Publication originale
- Schönhofer, Karaman & Martens, 2013 : « Revision of the genus Trogulus Latreille: the morphologically divergent Trogulus torosus species-group of the Balkan Peninsula (Opiliones: Dyspnoi: Togulidae). » Zoological Journal of the Linnean Society, vol. 167, p. 360–388.